# أولاد علي بن امحمد (أولاد العكارية)
أولاد علي بن امحمد هو دُوَّار يقع بجماعة دار الشافعي، إقليم سطات، جهة الدار البيضاء سطات في المملكة المغربية. ينتمي الدوّار لمشيخة أولاد العكارية التي تضم 11 دوار. يقدر عدد سكانه بـ 885 نسمة حسب الإحصاء الرسمي للسكان والسكنى لسنة 2004.

## روابط خارجية
- البوابة الوطنية للجماعات الترابية
- المندوبية السامية للتخطيط